# Ordine al merito civile (Siria)
L'Ordine al merito civile è un ordine cavalleresco statale della Siria.

## Storia
L'onorificenza venne fondata il 25 giugno 1953 dal governo militare di Adib Shishakli per premiare quanti si fossero distinti a favore dello Stato o per la "causa araba". La medaglia riprendeva similmente nella decorazione la Medaglia d'onore al merito siriano introdotta dal governo coloniale francese e la cui rimozione con un nuovo ordine era un chiaro esempio di quella volontà della Siria di rinnovarsi dopo il crollo del colonialismo del 1946.

## Classi
L'ordine dispone delle seguenti classi di benemerenza:
- Membro di classe eccezionale
- Membro di I classe
- Membro di II classe
- Membro di III classe
- Membro di IV classe
- Membro di V classe

| Nastri             |                     |                      |                     |                    |
| Membro di V classe | Membro di IV classe | Membro di III classe | Membro di II classe | Membro di I classe |

## Insegne
- La "medaglia" dell'ordine consiste in una stella a cinque punte composta da frecce semplici direzionali smaltate di bianco e bordate d'oro o d'argento a seconda della classe, il tutto montato su un tondo a decorazioni di materiale variabile. Il centro delle frecce forma un pentagono a smalti verde.
- La "placca" riprende le medesime decorazioni della medaglia montate su una stella raggiante d'oro a otto raggi.
- Il "nastro" è bianco con una striscia verde nel mezzo.